# آلبرت لمان
البرت لمان (انگلیسی: Albert Lehman) بازیکن لاکراس یهودی اهل ایالات متحده آمریکا بود.